# Anarquismo en España

Bandera de la CNT-FAI.

El anarquismo es la filosofía política, a la vez que un repertorio de prácticas, que proponen una sociedad basada en el apoyo mutuo, la libertad y la igualdad económica. Para ello rechaza la necesidad del Estado o de un poder público que gobierne sobre las personas. Bajo una formulación tan simple, pocas doctrinas o movimientos han manifestado una tan gran variedad de aproximaciones y acciones, que no siempre fueron bien entendidas por la opinión pública. Sin embargo, en el territorio español históricamente el anarquismo ha gozado de un gran respaldo e influencia, superando en determinadas épocas a otras corrientes políticas revolucionarias y convirtiéndose en un referente para movimientos anarquistas de otros países. 
Ya desde la época de la Primera República (1873-1874) las organizaciones influidas por el anarquismo eran las más potentes del país. Esta influencia se repetiría entre 1918 y 1919, cuando una organización sindicalista fundamentada en principios anarquistas, la Confederación Nacional del Trabajo, logró despuntar y agrupar a cientos de miles de trabajadores. Durante la Segunda República y la guerra civil de 1936 el anarquismo vivió sus años más importantes, destacando su participación en la llamada Revolución Social Española de 1936, que tuvo lugar después del golpe de Estado del ejército español. Esta revolución social ha sido uno de los pocos episodios históricos en la que las ideas anarquistas de organización social se han llevado a la práctica a gran escala en el mundo. En el año 1977, durante la transición, el anarquismo volvería brevemente a ser una opción política, cultural y social de masas.
Pero no todo anarquismo tiene que ver con el movimiento obrero. Existieron corrientes individualistas, esperantistas, a favor de la pedagogía libre, naturistas, etc. Asimismo, hoy en día existen varias corrientes anarquistas similares como el insurreccionalismo y la autonomía. También sigue existiendo un movimiento obrero (una parte de él) influido por el anarquismo, aunque bastante más reducido que en otros tiempos.

## Introducción
En el estudio del anarquismo en España a menudo ha predominado la equiparación del anarquismo con el anarcosindicalismo. Esto se debe principalmente a que el anarcosindicalismo o Sindicalismo revolucionario logró calar fuertemente en el movimiento obrero autóctono. En algunos momentos de la historia las ideas libertarias incluso eran hegemónicas entre el movimiento obrero español. De esta manera el anarcosindicalismo constituyó durante décadas la principal agrupación de militantes anarquistas, que fueron quienes difundieron las ideas anarquistas a las nuevas generaciones. Cuando se buscan datos sobre el anarquismo es inevitable topar con el anarcosindicalismo, quedando a veces la impresión de que es lo mismo, olvidando la enorme variedad y pluralidad de las ideas anarquistas. Sin embargo, ni siquiera el anarcosindicalismo ha sido una corriente homogénea a lo largo de la historia.
Desde que Giuseppe Fanelli diera a conocer las ideas de la Internacional en España, el movimiento obrero organizado se orientó en gran parte hacia las ideas libertarias. Hubo una continuidad histórica de organizaciones y principios desde esta Primera Internacional y la organización más importante del anarcosindicalismo, la CNT. Fue la clase obrera estructurada en estos sindicatos quien entró en un proceso de organización y radicalización a partir de 1900 que culminaría en 1936 en la Revolución. En el proceso se produjeron no pocas intentonas revolucionarias, bajo distintos parámetros en consonancia con ese anarquismo que impregnaba el movimiento obrero. Mientras que en Cataluña (la principal zona industrial del país) el anarcosindicalismo era la fuerza hegemónica en la industria, en Andalucía arraigó en el campesinado. Su evolución organizativa geográfica hizo que predominara el movimiento anarcosindicalista en las ciudades costeras principalmente (Gijón, La Coruña, Ferrol, Vigo, Cádiz, Sevilla, Málaga, Cartagena, Alicante, Valencia, Tarragona, Barcelona, Palma de Mallorca, Santa Cruz de Tenerife...; con sus zonas respectivas de influencia) con pocas incursiones hacia el interior que generalmente permaneció bajo influencia de los socialistas (las excepciones serían Zaragoza, Córdoba, el campo riojano, la Cataluña central, las zonas jornaleras, alguna cuenca minera...).

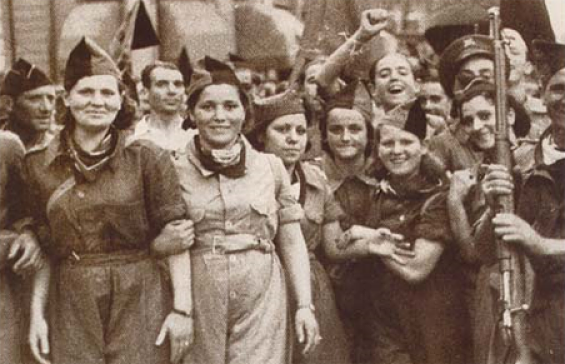
Milicianas anarquistas durante la Revolución social de 1936.

Como se ha dicho, no todo el anarquismo era anarcosindicalismo. Unas veces fuera de él, y otras entremezcladas con él, existían diferentes interpretaciones de la idea libertaria. A menudo tomaban un carácter individualista, reacio a organizarse, y otras basaban su ámbito de acción en la cultura, y en el espíritu racionalista del que hacía gala el anarquismo. Así, existían anarquistas esperantistas, espiritistas, naturistas, vegetarianos, abstemios (de alcohol, tabaco y café), que a veces desarrollaban sus ideas en el seno de los sindicatos de CNT y otras de forma independiente en sus propios colectivos, Ateneos, revistas o incluso intentos de comunidad intencional. También existían otros movimientos obreros antiautoritarios o libertarios colectivistas que no eran anarcosindicalistas. En los albores del movimiento obrero se desarrollaron las mutuas, sociedades de socorro mutuo, y las cooperativas, y con ellas los movimientos que les darían su fuerza, el mutualismo, el societarismo (el embrión el sindicalismo) y el cooperativismo.
El régimen de Francisco Franco supuso el punto de ruptura entre ese anarquismo que se había gestado durante 70 años de acumulación de fuerzas. El anarquismo que comenzaba a surgir en la década de los 60 del siglo XX estaba influido por la nueva cultura libertaria de otros países. Ya no se trataba de un anarquismo obrero, sino contracultural, más propio de la juventud y de quienes les gusta vivir en los márgenes de la sociedad. Y sin embargo, en España, logró volver a arraigar el antiguo anarquismo del movimiento obrero español mediante el anarcosindicalismo. A finales de los años 70 se volvió a vivir un importante pero corto resurgir libertario, que por no tener bases sólidas, y después del fiasco del Caso Scala, terminó en nada tras la Transición española.

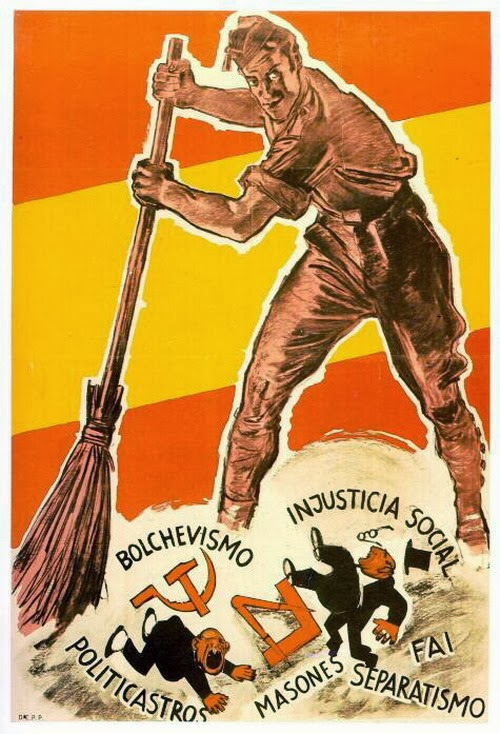
Barrer España, póster propagandístico del franquista que incita a la represión contra comunistas, anarquistas, masones, intelectuales y separatistas para "limpiar" el país.

Hoy en día el anarquismo ha logrado hacer calar algunos de sus conceptos más importantes en la sociedad moderna. No son raros los conceptos de "asamblea", "apoyo mutuo", "autogestión", "acción directa", "democracia directa", toma de decisiones horizontal, control de las organizaciones por parte de la base, "empoderamiento", el "antipoliticismo"... El anarquismo llega al siglo XXI con una amplísima historia a sus espaldas.

## Historia

### Actualidad
Hoy en día el mayor sindicato que se reclama anarcosindicalista es la CGT. Tiene aproximadamente 80.000 afiliados y una cierta presencia en sectores (transportes, comunicaciones, banca, administración pública, enseñanza, limpieza, etc.) y en empresas importantes (RENFE, AENA, SEAT, Nissan, Correos, Cacaolat, TMB de Barcelona, etc.). Por territorios destaca su afiliación en Cataluña, Valencia, Andalucía y Madrid. El origen de la separación entre ambos sindicatos vino porque que la CGT participa (a iniciativa del sector que la impulsaba ya desde 1978)[cita requerida], como muchos otros sindicatos, en las elecciones sindicales y en los comités de empresa, recibe por ello subvenciones del Estado y tiene liberados sindicales. Por el contrario, la CNT nunca ha optado por esta vía de acción sindical, prefiriendo su actuación mediante secciones sindicales.

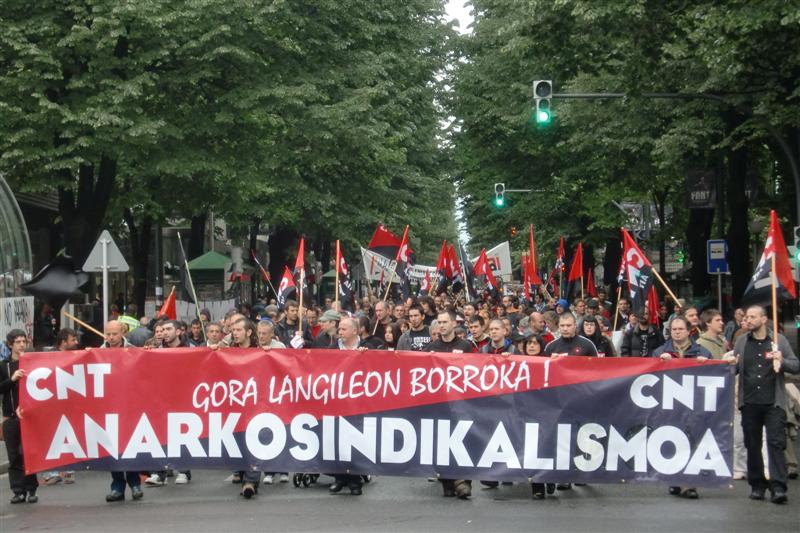
1.º de Mayo: Manifestación de la CNT en Bilbao

La CNT-AIT (en adelante CNT) sigue activa en la actualidad, sin embargo, su influencia es pequeña en el panorama laboral. Considera que participar en los comités de empresa, depender de las subvenciones del Estado y tener liberados sindicales es contrario a los principios anarcosindicalistas, y que supone una dependencia económica de las instituciones, lo que negaría el principio de la autogestión. Esto no le impide tener una actividad cada vez mayor, como lo demuestran las recientes huelgas que ha promovido: los servicios de recogida de basuras de Tomares, en la limpieza de la UPO de Sevilla, la huelga general en Lebrija, en la limpieza de Metro de Madrid, en la gasolinera Brisamar o en la enseñanza pública de la Comunidad de Madrid, además de las huelgas de AUSSA y de diferentes supermercados de Mercadona. La CNT está llevando a cabo un cierto despegue en los últimos años, cuenta ya con más de 120 secciones sindicales en todo el país. Aunque su influencia en realidad se nota en sus manifestaciones, como las de la Huelga General del 29S, o la del 29M, o en las huelgas estudiantiles del 22M del 2012, contando con bloques a los que van varios miles de personas por todo el estado. Otro punto fuerte ocurre durante las grandes manifestaciones del 1 de mayo que se celebran cada año.
En el ámbito laboral, existen además de los sindicatos ya nombrados (CNT y CGT), la Confederación Sindical Solidaridad Obrera que salió de la CGT madrileña en 1989, la llamada CNT Joaquín Costa (una escisión de CNT en Cataluña), SAS (Sindicato Asambleario de la Sanidad; limitado a la sanidad, en Madrid), CATA (Aragón), CAT (Valencia), SAC (Andalucía) o ASSI (Zaragoza). También hay personas libertarias que trabajan desde otros sindicatos como el SAT en Andalucía, o la IAC en Cataluña. 
En 2016 hubo una crisis importante en la Asociación Internacional de los Trabajadores (AIT) que se saldó con la salida de  varias organizaciones anarcosindicalistas  (CNT-España, FAU, USI, FORA, IWW ) las cuales fundaron en 2018 la Confederación Internacional del Trabajo - International Confederation of Labour (CIT- ICL).
El movimiento obrero está en fase de reorganización en el estado español y es probable que en los próximos años veamos movimientos de convergencia entre algunas de estas organizaciones.
Relacionado con este tema, sigue el interés por las cooperativas, habiéndose creado en los últimos tiempos varios modelos de cooperativismo libertario. Uno de ellos, iría más en la línea de las cooperativas de producción habituales (legales). Se están creando muchos proyectos como bares, librerías, asesorías, etc. que, de alguna manera, están vinculadas al movimiento libertario y a los movimientos sociales. Ejemplos de esto podrían ser los de Sants Cooperatiu y Gràcia Cooperatiu en Barcelona, y la Federación de Proyectos Autogestionados en Madrid. Hace años que actúa el colectivo ICEA , dedicado a estudiar la economía desde una perspectiva libertaria. Incluso pretenden la recuperación de empresas en crisis por sus trabajadores. En otra vertiente del cooperativismo actual, estarían las cooperativas integrales, en pleno proceso de creación. Son integrales en tanto que pretenden garantizar todas las necesidades básicas de una persona (vivienda, salud, educación, alimentación, ropa, trabajo, etc.) en una misma organización económica. Emplean lo que se conoce como moneda social.
En tanto a las demás organizaciones, en el año 2007, apareció la llamada Federación Ibérica de Juventudes Anarquistas (FIJA), con la idea de difundir las ideas libertarias entre la juventud. A diferencia de la ya nombrada FIJL insurrecionalista, se plantea una colaboración más estrecha con la CNT y una actuación pública y visible. En un principio adoptó siglas diferentes. Esto es porque aunque se reconoce como continuadora de la FIJL histórica, las FIJL anteriores no se disolvieron formalmente, y por lo tanto no podían utilizar las mismas siglas. Esta situación se aclaró en 2012, con la publicación de un comunicado de la FIJL insurreccionalista en la que declaraba que se disolvía y que las nuevas Juventudes podían tomar ese nombre si lo deseaban, cosa que, en efecto, hicieron. Publica la FIJL un informativo llamado El Fuelle, aunque cada grupo publica otros boletines y revistas.
En el ámbito estudiantil entre 2008 y 2012 estuvo activa la Federación de Estudiantes Libertarios que se disolvería en 2013, fundándose en julio de 2014, tras un congreso en la localidad madrileña de Chinchón la Federación Estudiantil Libertaria (FEL) a partir de la confluencia de varios colectivos locales.
Actualmente, a pesar de que muchos anarquistas no simpatizan con el anarcosindicalismo, sí que participan en una multitud de colectivos libertarios, como en los Ateneos libertarios, las distribuidoras contrainformativas, los Centros Sociales okupados, grupos de música, bibliotecas sociales, creándose un movimiento libertario muy diverso y plural. Se podría decir que conviven en muchos de estos espacios anarquistas sociales (anarcosindicalistas, comunistas libertarios, autónomos u otros que busquen incidencia social) junto con insurreccionalistas (que no están tan preocupados por su incidencia social, sino por vivir la anarquía ahora. Se consideran revolucionarios, en tanto que no rehúyen el conflicto con las fuerzas del orden -como a veces han hecho los anarquistas sociales debido a su existencia legal). Los insurreccionalistas no constituyen grupos estables, sino que en muchas ocasiones se forman en el momento para una determinada acción y se disuelven al terminar esta. Por ello es muy difícil cuantificarlos.
Uno de los puntos fuertes del anarquismo (en sus diversas formas) actual son las publicaciones, las revistas y últimamente las ferias del libro anarquista. Se trata de ferias realizadas para mostrar y difundir las publicaciones e ideas anarquistas de forma abierta, saliendo de los típicos circuitos en los que se mueven actualmente. Hay ferias en Madrid, Barcelona, Valencia (es la feria más veterana), Bilbao, Salamanca, Sevilla, Zaragoza y Vitoria. Asimismo casi todos los grupos realizan jornadas culturales libertarias para difundir sus ideas.
Además de esta multitud de grupos y proyectos que se reclaman del anarquismo, existen varias organizaciones federales o coordinadoras que se definen como libertarias en el Estado español. Tienen alguna presencia otras organizaciones como la FAI y la FIJL, la Federación Estudiantil Libertaria FEL en el ámbito estudiantil, la Cruz Negra Anarquista que se dedica a la lucha contra las cárceles. Recientemente se han comenzado a dar por distintos puntos del Estado procesos de coordinación a niveles territoriales menores fruto de los cuales han surgido algunas coordinadoras libertarias como Euskal Herrietako Libertarioak (EHKL), Nafar Libertarioak (Navarra), la Coordinadora anarquista de Mallorca o la Federación Anarquista de Catalunya.

### Influencias en otros movimientos
Asimismo se denota una creciente influencia de algunas ideas-fuerza del anarquismo en varios movimientos culturales, como el del Software Libre (cuyo espíritu es esencialmente colaborativo y libertario), el de la Cultura libre y la lucha contra las patentes y las agencias de gestión de derechos de autor, el de la música libre (sin derechos de autor). Otros movimientos están adoptando las formas asamblearias como propias, cosa que hace que movimientos como el ya mencionado antiglobalización o el reciente del 15M hayan adoptado el asamblearismo, la horizontalidad en la toma de decisiones, la rotación de los cargos y la coordinación entre asambleas como propias. Además la idea de la autogestión hoy en día goza de mucha difusión. Grupos independentistas y comunistas del estado español hablan habitualmente de que llevan prácticas "autogestionarias", sin pedir nada del estado. En Euskal Herria acaba de surgir el llamado movimiento Auzolán que reivindican una vuelta a los valores presentes en el campo tradicional vasco, que en ciertos casos coincidían con los del anarquismo.

## Cultura y contracultura
A pesar de las enormes dificultades con las que partían, los anarquistas desarrollaron un movimiento cultural sin precedentes en España, que tendría como foco la ciudad de Barcelona. Esta ciudad será como un faro para las ideas anarquistas. Los anarquistas se dedicaron a difundir La idea a través de la cultura. No solo se trataba de introducir las ideas anarquistas, sino que también se trataba de elevar el nivel humano a través de la instrucción y de la cultura. No había congreso obrero que no plantease la necesidad de una enseñanza propia de los obreros para los obreros.
Las labores culturales del anarquismo obrero recabaron simpatías en sectores intelectuales del cambio de siglo. Por ejemplo Pío Baroja, Azorín, Ramón del Valle Inclán o Blasco Ibáñez tuvieron interés por los personajes anarquistas, o incluso estuvieron directamente interesados por el anarquismo. El anarquismo ibérico era muy obrerista, a diferencia de Francia, cosa que no atraía a los intelectuales burgueses. Pero también los militantes anarquistas se dedicaban a escribir novelas. Por ejemplo, Ricardo Mella, Fernando Tarrida del Mármol, Soledad Gustavo, Federico Urales, Federica Montseny, Felipe Aláiz, Ramón J. Sender, etc. se dedican a escribir novelas de carácter social que describen las desigualdades sociales que padecen los obreros.
Los anarquistas solían realizar certámenes de poesía, teatro, literatura, filosofía, etc. En el campo de la poesía destacó el anarquista León Felipe. También asumiendo las modas estéticas de la época, surgió una generación de cartelistas libertarios durante la guerra civil, como Helios Gómez, Manuel Monleón Burgos o Carles Fontserè, etc. que conforman el Sindicato de Dibujantes Profesionales de Barcelona de la CNT, que firmaría el 70% de los carteles realizados durante la Guerra Civil en España.
En el terreno de la contracultura, o las vanguardias culturales el anarquismo estuvo presente desde el principio, con el futurismo de Marinetti mediante Renzo Novatore. Otras vanguardias culturales fueron el dadaísmo o el surrealismo en las que participaron anarquistas. La primera tuvo un espíritu libertario mucho más claro, dado que la segunda coqueteó con el comunismo durante los años 20 y 30. Del surrealismo en España habría que hablar de Luis Buñuel y sus películas. Sin embargo, fue la contracultura de los 70 la que más presencia libertaria tuvo. En aquellos años hubo una mezcla entre la cultura underground, el movimiento hippie, las comunas, la música rock, las drogas psicodélicas, el Amor libre, etc. con el anarquismo. Se trataba de un anarquismo juvenil contracultural. A comienzos de los 80, esa contracultura se volvería hacia el punk y el Rock radical vasco.

## Prensa y difusión anarquista

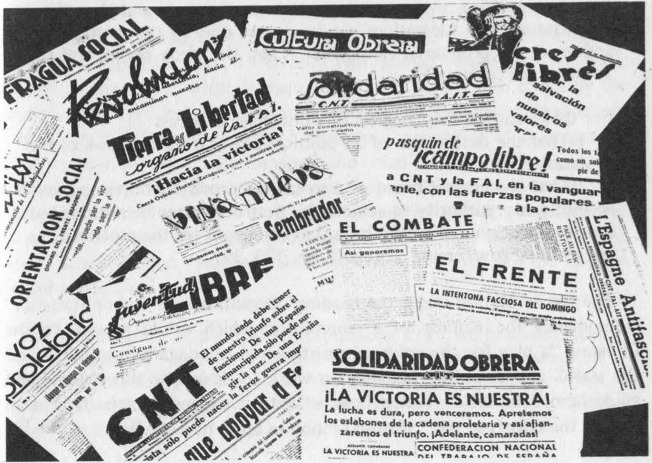
Publicaciones anarquistas de España

Desde el siglo XIX el movimiento anarquista se había dedicado a difundir sus ideas en el papel y en otros ámbitos culturales (escuelas, teatro, ateneos). En el caso de la prensa escrita la enorme cantidad de periódicos anarquistas es una muestra de su dedicación a difundir sus ideas. Solo en Cataluña se producían: Acracia (Barcelona), Ciencia Social (Barcelona), La Anarquía (Barcelona), La Justicia Humana (Barcelona), El Eco de Ravachol (Sabadell), El Porvenir Anárquico (Gracia), El Porvenir Social (Barcelona), El Proletario (Sant Feliu de Guíxols), La Nueva Idea (Gracia), La Tramontana (Barcelona), Los Desheredados (Sabadell), El Ravachol (Sabadell), El Pan del Pobre (Barcelona), Germinal (Tarrasa) y La Unión Obrera (San Martín de Provensals). También circulaban frecuentemente por los centros obreros periódicos de diversos países (Francia, Portugal, Brasil, Argentina, Italia, etc.) Fuera de Cataluña se editaron: El Porvenir del Obrero (Mahón), El Corsario (La Coruña), Aurora Social (Zaragoza), Humanidad Nueva (Valencia), La Voz del Campesino (Jerez de la Frontera), El Libertario (Madrid), Anarquía (Sevilla), Luz y Vida (Gijón), Acción Libertaria (Madrid), Cultura Proletaria (Ferrol), Cultura y Acción (Zaragoza), La Guerra Social (Valencia), Solidaridad Obrera (Gijón), Páginas Libres (Sevilla), Vía Libre (Huelva), Estudios (Valencia), Generación Consciente (Alcoy), etc. De entre todas estas cabeceras sobresaldrían El Productor , La Huelga General (Barcelona), La Revista Blanca (Madrid), Tierra y Libertad (Madrid) y Solidaridad Obrera (Barcelona). Como referencia, Tierra y Libertad tiraba unos 18.000 ejemplares semanales.

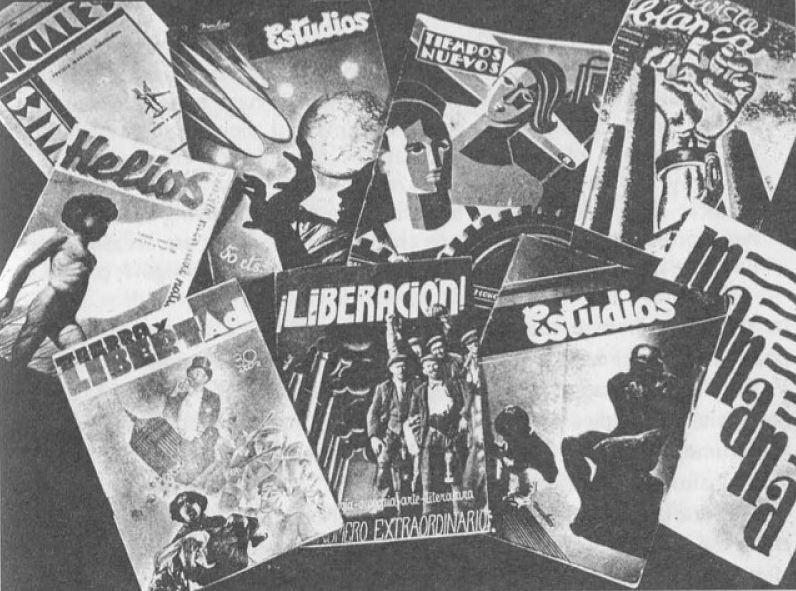
Publicaciones anarquistas de España

Otro punto de difusión de las ideas fueron las novelas. Dejando aparte la novela social europea, con amplia difusión en España, las editoriales anarquistas también sacaban folletines novelescos que se vendían por decenas de miles. La editorial de La Revista Blanca (de la familia Urales ) editaba además La Novela Ideal. También existían las colecciones de La Novela Roja, La Novela del Pueblo, La Novela Nueva, etc. Eran formas de difusión de los valores anarquistas que tenían mucho éxito entre el público obrero.
Durante la República y la Guerra Civil hubo una nueva explosión de publicaciones anarquistas. La prensa obrera hasta entonces había sufrido numerosas prohibiciones e incautaciones, que la hicieron inconstante y temporal. Sin embargo durante el periodo republicano se fueron forjando un nutrido grupo de periodistas anarquistas que durante la guerra destacarían por su labor propagandística y organizativa. Entre ellos estarían Jacinto Torhyo, Eduardo de Guzmán, Ramón J. Sender, entre otros, que además escribirían numerosas crónicas sobre el periodo republicano. Paradójicamente, un vocero muy importante del anarquismo al comienzo de la República fue el diario madrileño La Tierra. En este diario trabajaban varios periodistas anarquistas que podían expresar libremente sus ideas. El diario era de tendencia republicana federal, aunque como se ha dicho trabaja gente diversa como Hildegart, Ramón Franco, Salvador Sediles, Eduardo Barriobero, Rodrigo Soriano, José Antonio Balbontín o Eduardo de Guzmán. No es hasta 1932 cuando la CNT decide tener su propia cabecera en Madrid. Y la impulsa debido al apoyo de La Tierra a un partido político en las elecciones de 1933, cosa que chocó con la política antiparlamentaria de los anarquistas. Se llamará CNT y su primer director será el asturiano Avelino González Mallada.
En los primeros días de la Guerra Civil, se produjo la incautación casi inmediata de los periódicos de derechas, y será en esos primeros meses en los que reflejando el auge del anarquismo, los tirajes de la prensa libertaria serían enormes. Por ejemplo Solidaridad Obrera de Barcelona llegó a tirar 200 000 ejemplares a finales de 1936. En Madrid estaba, como se ha dicho, el diario CNT durante la guerra llegaría a los 40 000 ejemplares diarios. Fragua Social de Valencia tiraba unos 30 000 ejemplares, los mismos que Castilla Libre de la Regional Centro de CNT. También había otros periódicos como Tierra y Libertad y Nosotros de la FAI, Ruta de la FIJL, Mujeres Libres, Acracia (Lérida), El Trabajo (Manresa), etc. De la CNT también había CNT del Norte, Catalunya, Cultura y Acción, Frente Libertario, La Voz Confederal... La prensa anarquista fue mayoritaria durante la guerra. Eran generalmente diarios de dos a ocho páginas, de tamaño grande que se podía doblar en varios pliegues. La letra era pequeña y abigarrada para ahorrar papel.
Entre otros medios de comunicación, los anarquistas también hacían uso de las radios para difundir su mensaje. Por ejemplo, la CNT tenía un "Boletín de Información CNT-FAI" radiofónico, incluso en varios idiomas. No podemos olvidar tampoco que al producirse la colectivización de la industria del espectáculo, el cine y el teatro quedaron en manos del sindicato CNT, al estar afiliados la mayoría de los trabajadores de los espectáculos a esta central. Con la colectivización se produjeron un gran número de películas y documentales sobre la guerra, las colectivizaciones, e incluso largometrajes de ficción.
Con el franquismo, se produjo un cese en la prensa de izquierdas (salvando el caso de la prensa clandestina). Y aquí también destacaría la prensa anarquista. Solidaridad Obrera a pesar de todas las prohibiciones en 1945 podía presumir de editar unos 20.000 periódicos semanales. En Madrid el CNT haría unos 6500 ejemplares y en varias regiones las cabeceras del periodo republicano intentarían eludir la censura. En las épocas de mayor represión (por ejemplo en los años 50) la prensa clandestina llegaba desde Francia, donde se editaba con cierta libertad hasta 1961, cuando la República francesa hizo un pacto con la España franquista para terminar con los problemas que le causaban los exiliados. Hasta entonces se habían editado en suelo francés otra Solidaridad Obrera y otra CNT, además del Frente Libertario y otros. A partir de las prohibiciones los diarios de CNT se fusionaron con los diarios de la CNT francesa teniendo secciones en español. La prensa anarquista española estuvo repartida por todo el exilio. Por ejemplo en México se editaba un Tierra y Libertad.
En los años 70, tras la muerte de Franco habría otro auge de la prensa anarquista. Nuevamente Solidaridad Obrera, portavoz de la CNT catalana, volvió a tener un tiraje importante, de unos 15.000 quincenales durante una época en la que llegó incluso a los quioscos. Aparecieron también revistas, como Ajoblanco, que tenía una tirada de 40.000 al mes, y otras más, como Bicicleta, El Viejo Topo, Barcelona Llibertaria, Askatasuna, etc. En este caso ya la prensa obrerista no logró destacar demasiado, muy desbordada ya por los medios de comunicación de masas. En esta época de auge casi cada grupo anarquista, cada ateneo o cada sindicato sacaron una publicación. En 1976 se han contabilizado 63 cabeceras, en 1977 168 y en 1978 un máximo de 206. A partir de ese año volvió a declinar la prensa libertaria coincidiendo con la crisis del anarquismo de comienzos de los 80.
En nuestros días también hay bastantes periódicos y revistas anarquistas, por ejemplo, los periódicos El Pèsol Negre (Berga), En Veu Alta (Barcelona), Aversión (Península), Ara o Mai (Valencia), Todo por Hacer (Madrid), Tensión (Madrid), El Iconoclasta (Valladolid), Germinal Libertario (León); las revistas Ekintza Zuzena (Bilbao), Terra Cremada (Barcelona), La Rosa dels Vents (Barcelona), Almargen (Valencia), Polémica (Barcelona), Contrahistoria (Madrid), Raíces (Extremadura), Piztu Ekaitza (Vitoria), Amor y Rabia (Valladolid),Cul de sac (Alicante); o la prensa de las diferentes organizaciones: La CNT edita Solidaridad Obrera y CNT, la CGT edita Rojo y Negro y Catalunya, el sindicato Solidaridad Obrera edita El Solidario, la CNT de Joaquín Costa (actualmente CNT Cataluña) edita otro Solidaridad Obrera, las juventudes libertarias editan El Fuelle y Germinal Libertario y la FAI Tierra y Libertad. En tanto a las revistas monográficas (de un solo número), se pueden contar por cientos.
El panorama actual de publicaciones ácratas se dispara con la aparición de los fanzines en los años 80. Primero fueron de carácter contracultural, se podían encontrar ya en los puestos callejeros de los mercados de libros y revistas a finales de los 70. Pero con el tiempo se convirtieron en el medio de comunicación preferido por los anarquistas jóvenes (y con pocos recursos). El relevo del anarquismo obrero en los años 80, por un anarquismo más contracultural y juvenil propició un cambio de gustos producto de los tiempos. La aparición de las Radio Libres también logró acercar las ideas ácratas a nuevas generaciones que no podían acceder fácilmente a la prensa anarquista. Por supuesto, con la aparición de internet, el acceso comenzó a ser mucho más masivo y las publicaciones lograron una difusión mucho más grande que cuando dependían de la distribución tradicional.
Hoy en día en tanto a la prensa más convencional se podrían destacar, por un lado, el semanario La Directa (Barcelona) en donde escriben anarquistas y se da cobertura a lo que hacen los movimientos sociales, desde una perspectiva si bien no declaradamente anarquista, sí próxima. Y por el otro lado, Diagonal (Madrid), que es quincenal. Estos dos son los periódicos más potentes de los movimientos sociales en la actualidad. Sin embargo ante la crisis de los medios de comunicación tradicionales, esta prensa apenas ha logrado consolidarse, sin llegar a ser una alternativa ante la prensa de masas.
También hay numerosos programas de temática anarquista en las diferentes radios libres. Algunas radios incluso son específicamente anarquistas. La mayoría en cambio opta por no definirse políticamente, pero transmitir los valores libertarios. Por ejemplo, Radio Bronka (Barcelona), Radio Bala (Manresa), Radio Klara y Radio Malva (Valencia), Radio Mutant (Alicante), Radio Almaina (Granada), Radio Ela (Madrid), Radio Irola (Bilbao), Radio Kalimera (Compostela), Radio Topo y Radio Chabolo (Zaragoza), etc. Incluso hay una televisión por TDT en la que participan anarquistas, como LaTele (Barcelona).

## Listado de organizaciones libertarias
- Primera Internacional, creada en Londres en 1864
- Federación Regional Española, creada en 1870
- Alianza Internacional de la Democracia Socialista, organización internacional anarquista, fundada en 1868
- Federación de Trabajadores de la Región Española, fundada en 1881
- Organización Anarquista de la Región Española, también llamada OARE, creada en 1888
- La Mano Negra, de 1884, se dice que era un invento policial
- Federación de Sociedades de Resistencia de la Región Española, creada en 1900
- Solidaridad Obrera, limitada a Cataluña, fundada en 1907
- Confederación Nacional del Trabajo, fundada en 1910
- Federación Nacional de Agricultores, organización campesina fundada en 1913, después fusionada con CNT
- Asociación Internacional de los Trabajadores, Internacional fundada en Berlín en 1923
- Federación de Grupos Anarquistas de Lengua Española en Francia, fundada en el exilio en Francia, en 1924
- Federación Anarquista Ibérica, creada en 1927
- Federación Ibérica de Juventudes Libertarias, creada en 1932
- Liga ibérica de esperantistas sin estado, creada en 1935
- Mujeres Libres, creada en 1936
- Agrupación de los Amigos de Durruti, creada en 1937
- Movimiento Libertario Español (MLE), creado en el exilio a partir de la GCE, sería la unión de CNT-FAI-FIJL
- Movimiento Ibérico de Resistencia (MIR), y Movimiento Libertario de Resistencia, grupos de la resistencia antifranquista creados en 1947
- Directorio Revolucionario Ibérico de Liberación, Defensa Interior, grupos de la resistencia antifranquista de los años 1960s
- Grupo Primero de Mayo, grupo que evolucionó de la ruptura de la FIJL con el MLE en 1964.
- Internacional de Federaciones Anarquistas, Internacional fundada en Carrara en 1968
- Movimiento Ibérico de Liberación, Grupos de Acción Revolucionaria Internacionalista, grupos autónomos de los 70
- Comandos Autónomos Anticapitalistas, tienen su origen hacia 1976
- Coordinadora de Presos en Lucha (COPEL), fundada en 1977 en las prisiones
- Federación Ibérica de Grupos Anarquistas (FIGA), fundada a finales de los 70
- Confederación General del Trabajo, fundada en 1989, aunque previamente se la conoció como CNT Congreso de Valencia, CNT-U y CNT-Renovada
- Federación Anarquista de colectividades del campo, creada en 1990 por un grupo de comunas y okupaciones rurales
- Solidaridad Obrera, sindicato nacido en 1990
- Cruz Negra Anarquista, fundada en los 1990s
- Lucha Autónoma, fundada en Madrid en los años 1990
- Solidaridad Internacional Libertaria, red internacional fundada en 2001
- Red Libertaria Apoyo Mutuo
- Federación de Estudiantes Libertarios, fundada en 2007 y disuelta en 2013
- Federación Estudiantil Libertaria, fundada en 2014

## Filmografía
- La ciudad de los prodigios (1999), dirigida por Mario Camus.
- Tierra y Libertad (1995), película dirigida por Ken Loach y escrita por Jim Allen.
- Libertarias (1996), película dirigida por Vicente Aranda.
- Las bicicletas son para el verano (Jaime Chávarri, 1984) adaptación de la obra de Fernando Fernán Gómez
- Réquiem por un campesino español (Francesc Betriu, 1985) adaptación de la novela de Ramón J. Sender
- ¡Ay, Carmela! (Carlos Saura, 1990)
- La hora de los valientes (Antonio Mercero, 1998)
- La lengua de las mariposas (José Luis Cuerda, 1999)
- La mujer del anarquista (Marie Noelle, Peter Sehr, 2009)

Documental:
- Películas y documentales anarquistas
- Documentales de Christie Books
- Vivir la utopía (1997), documental para TVE dirigido por Juan Gamero.
- El honor de las injurias (Carlos García-Alix, 2007)
- Alomà. Una Utopía, una Esperanza
- Los Anarquistas
- Sueños colectivos. Documental sobre las colectividades anarquistas